# 曆應
曆應（1338年10月11日至1342年6月1日）是日本北朝的年號之一。這個時代的天皇是光明天皇，由光嚴上皇開設院政。武家的首領是足利尊氏。

## 改元
- 建武五年八月二十八日（1338年10月11日）改元曆應
- 曆應五年四月二十七日（1342年6月1日）改元康永

## 出處
- 《帝王世紀》：「堯時有草、夾階而生、王者以是占曆、應和而生」之句。

## 紀年、西曆、干支對照表
| 曆應       | 元年     | 二年     | 三年     | 四年     | 五年     |
| 南朝年號   | 延元三年 | 延元四年 | 興國元年 | 興國二年 | 興國三年 |
| 儒略曆日期 | 1338年   | 1339年   | 1340年   | 1341年   | 1342年   |
| 干支       | 戊寅     | 己卯     | 庚辰     | 辛巳     | 壬午     |